# Annette (storia a fumetti)
Annette è la tredicesima storia a fumetti di Valentina, celebre personaggio creato da Guido Crepax. La storia riprende la vicenda di Baba Yaga e Barbablù, che si concluderà con Il piccolo re. È stata pubblicata su libro riorganizzando gli episodi più brevi Che fine ha fatto Baba Yaga?, Annette e Il piccolo re, originariamente pubblicati su linus, in un'unica storia.

## Trama

### Che fine ha fatto Baba Yaga?
Tornando a casa, Valentina viene aggredita da un uomo, e Philip sogna di affrontarlo. Un vecchio cieco (il Grande Supremo) e Baba Yaga osservano Valentina e il figlio Mattia. Rientrata, Valentina non trova né Mattia né la sua tata Teresa, e capisce che Baba Yaga li ha rapiti. Al telefono, sente la voce della strega che la ipnotizza. Al ritorno di Philip, Valentina mente sull'assenza di Mattia (dice che è da un'amica) e manifesta gelosia verso Annuška.

### Annette
Il giorno dopo, Philip trova Valentina ipnotizzata davanti al telefono, ascoltando parole in lingua sotterranea, e capisce che Baba Yaga ha Mattia e ha di nuovo soggiogato Valentina. Philip, indeciso, osserva la casa di Baba Yaga senza ottenere indizi e alla fine usa a malincuore il suo potere per costringere Valentina ad andare dalla strega. Nella casa, trovano Teresa uccisa e Rowena (la modella di Valentina morta in Baba Yaga) strangolata. Scoprono un manichino di Valentina con scritte in lingua sotterranea che Philip interpreta come un indizio per cercare un grande specchio. Trovano Annette proprio davanti a uno specchio: Valentina vi si riflette venendo trasportata nel mondo sotterraneo e fatta prigioniera da donne al servizio di Baba Yaga. Philip, cercandola, distrugge lo specchio, rivelando un parallelepipedo di ferro. Capisce che gli occhi di Annette sono la chiave per il passaggio e la segue.

### Il piccolo re
Valentina viene condotta al Néurohan, un'entità sotterranea che cancella i ricordi. Baba Yaga e la Grande Madre (leader spirituale delle Sotterranee) rivelano che Valentina è la vedova del Grande Supremo e Mattia il suo erede, necessario per la lotta contro i loro nemici, gli Uomini di Ferro. Valentina viene preparata per una cerimonia, mentre Philip la sta raggiungendo.

## Personaggi

### Valentina Rosselli
Come nei precedenti, anche in questo episodio Valentina viene sottomessa dal potere della strega, che pianifica di separarla da Philip per impossessarsi del figlio Mattia.

### Philip Rembrandt
Philip, nonostante la sua riluttanza, è costretto a usare ancora una volta il suo potere per salvare Valentina dall'influenza di Baba Yaga e ritrovare il figlio Mattia.

### Baba Yaga
In questo episodio Baba Yaga mostra la sua natura di Sotterranea e viene alla luce il suo piano di rapire Mattia perché prenda il posto del Grande Supremo, ormai cieco e indebolito.

### Sotterranee
Le superstiti di Tóitatnan sono solo donne (in quanto gli uomini sono stati rapiti dagli Uomini di Ferro, come verrà spiegato ne Il piccolo re) e sono capeggiate da una guida spirituale, la Grande Madre. Con Valentina si servono del Néurohan, un'entità psichica in grado di cancellare selettivamente la memoria.

## Pubblicazioni
- linus marzo/settembre 1972 (negli episodi Che fine ha fatto Baba Yaga?, Annette e Il piccolo re)[1][2][3]
- Milano Libri (Valentina nella stufa) maggio 1973
- RCS (Volume 5) 2007
- Salani (Trilogia di Baba Yaga) 2010
- Mondadori (Volume 26) 2015
- Feltrinelli (Chi ha paura di Baba Yaga?) 2025